# 진안 금당사 괘불탱
진안 금당사 괘불탱(鎭安 金塘寺 掛佛幀)은 대한민국 전북특별자치도 진안군, 금당사에 있는 조선시대의 탱화이다. 1997년 8월 8일 대한민국의 보물 제1266호로 지정되었다.

## 개요
이 그림은 넓은 천 가운데에 커다란 관세음보살상을 두고, 그 둘레에 작은 보살상 이십 구를 배치한 것이다. 괘불탱은 야외에서 큰 불교행사가 있을 때 걸어 두고 예배를 드리던 그림인데, 이 괘불탱은 가로 5m, 세로 9m이다. 조선 숙종 8년(1682년)에 명원·조지연 등이 그렸다. 둥근 얼굴에 근엄한 표정, 당당한 자세로 서 있는 관세음보살상에는 갖가지 화려한 무늬가 수놓아져, 뛰어난 표현기법을 엿볼 수 있다. 보살상의 배치 또한 특이하여 불교문화의 귀중한 유물로 평가된다. 옛날부터 가뭄이 계속될 때 이 탱화를 꺼내어 걸어 놓고 기우제를 지내면 비가 내렸다고 전한다.

## 같이 보기
- 금당사

## 참고 자료
- 금당사괘불탱 - 국가유산청 국가유산포털